# Сухој С-70 Охотник-Б
Сухој С-70 Охотник-Б је руска стелт тешка борбено-извиђачка беспилотна летелица на млазни погон шесте генерације. Развила ју је руска компанија Сухој. Беспилотна летелица Сухој С-70 Охотник-Б је намењена првенствено борбеним задацима, а може се користити и за извиђање. Сухој С-70 Охотник-Б поседује опто-електронску опрему, а може носити и наоружање унутар трупа. У реону борбених дејстава може остати више часова.

## Развој  и дизајн
Развој Сухоја С-70 Охотник-Б отпочео је 2012. године по захтеву Министарства одбране Руске Федерације. Беспилотна летелица Сухој С-70 Охотник-Б користи поједине компонентне већ развијене за руски ловац пете генерације Сухој Су-57 (попут мотора), има облик летећег крила и смањене је радарске уочљивости. У изради су коришћени композитни материјали, као и материјали који упијају радарско зрачење. Такође, Сухој С-70 Охотник-Б представља платформу за испитивање технологија потребних за развој борбеног авиона шесте генерације.
Авионика беспилотне летелице Сухој С-70 Охотник-Б састоји се из:
- информационо-управљачког система,
- радарског комплекса,
- опто-електронског комплекса,
- система аутоматског управљања,
- сателитског навигационог система.